# Loch Gabhair
Loch Gabhair (Lagore), ((en) Lake of the Goats), le « lac des Chèvres », se trouve dans la baronnie de Ratoath, dans l'actuel Comté de Meath en Irlande. 

## Histoire
Le site se trouve entre les villages de Ratoath et de Dunshaughlin et est à l'origine des villages actuels de Lagore Big (Loch Gabhar Mór) et Lagore Little (Loch Gabhar Beag),. Le site est connu pour son anneau fort, également connu sous le nom de rath, qui remonte à l'âge de fer. Le rath de Lagore mesure environ 45 mètres de diamètre et est entouré d'une série de fossés et de remblais. On pense que l'anneau fort a été construit entre 400 av. J.-C. et 100 av. J.-C., et qu'il a été utilisé pour la défense et comme lieu de résidence.
Au fil des ans, le site de Lagore est devenu un important centre d'activité religieuse et politique. Lagore est aussi l'endroit où  se trouvait le Lagore crannóg, une résidence royale irlandaise du VIIe ou Xe siècle et siège du pouvoir d'une des lignées des rois de Brega des Uí Néill du sud. En 1079, il a été le théâtre d'une bataille entre les forces du roi d'Irlande et les envahisseurs vikings. Les forces irlandaises ont remporté la bataille et ont consolidé leur pouvoir sur la région.
Au Moyen Âge, Lagore est devenu le siège d'une paroisse et d'un château, qui ont été construits au XIIe siècle. Le château a été utilisé comme résidence par la famille Plunkett, qui était l'une des familles les plus puissantes d'Irlande à l'époque.
Le site de Lagore est également associé à la légende de Saint Patrick, le saint patron de l'Irlande. On dit que Saint Patrick est venu à Lagore pour baptiser les gens de la région et pour établir une église.
Aujourd'hui, le site de Lagore est un lieu touristique populaire, avec de nombreux visiteurs venant pour explorer l'anneau fort et le château. Il est également considéré comme un site archéologique important, offrant des aperçus précieux sur la vie en Irlande au fil des siècles.

## Rois de Lagore/Deiscert Breg (sud Brega)
- Cernach Sotal mac Diarmait Ruanaid (dont les Uí Chernaig) mort en 664/667.
- Niall mac Cernaig Sotail † 701.
- Fógartach mac Niall † 724
- Cathal mac Néill ou Cathal Corc (rí Deiscert Breg) † 729
- Cernach mac Fogartaig  † 738
- Fergus mac Fogartaig mac Niall mac Cernach Sotal, † 751
- Coirpre mac Fogartaig exilé 769 † 771
- Máel Dúin mac Fergusa, † 785
- Fogartach mac Cummascaig † 786
- Cummascach mac Fogartaig † 797 retiré dans un monastère
- Ailill mac Fergusa, (rí Deiscert Breg), † 800.
- Cernach mac Fergusa † 805 (rí Locha Gabor)
- Conall mac Niall roi conjoint † 815 (rí Deiscert Breg)
- Focarta mac Cernach roi conjoint † 815
- Aengus mac Mael Duin mort † 825
- Diarmaid mac Niall † 826
- Caipre mac Male Duin † 836
- Tigernach mac Fócartai, roi conjoint † 865
- Mael Sechnaill mac Niall, roi conjoint †  870
- Tolarg mac Fogartach roi conjoint † 888
- Mael Ograi mac Congalach † 908
- Fogartach mac Tolarg † 916
- Cellach mac Fogartach † 919, tué à la bataille d'Islandbridge
- Beollan mac Ciarmac (descendant de Máel Duin ?), † 969
- Gilla Mo Chonna mac Fogartach mac Ciarmac (rí Deiscert Breg), † 1013
- Ruaidri mac Fogartach mac Ciarmac † 1027
- Giolla Seachnaill mac Giolla Mo Chonna 1033
- Giolla Colaim Ua Riacain 1034
- Maol Cron mac Cathal † 1053
- Cu Gailleang mac Giolla Seachnaill † 1121
- Mac Giolla Fhularthaigh † 1130
- Domnall mac Giolla Sechnaill † 1160
- Maol Cron mac Giolla Sechnaill † 1171

### Article lié
- Liste des rois de Brega

## Sources
- (en) Lagore Crannog:an Irish royal residence of the seventh to tenth centuries AD, J. Hencken, RIA Proc. 53 C, 1950, pp. 1–247
- (en) Historical note on Cnogba (Knowth), Francis John Byrne, RIA Proc. 66C, pp. 383–400, 1968.
- (en) Francis John Byrne, Irish Kings and high-Kings, B. T. Batsford Limited, 24 septembre 1987 (ISBN 978-0-7134-5882-4, lire en ligne)
- (en) Lagore, Co. meath and Ballinderry No. 1, County Westmeath Crannogs:some possible structural reinterpretations, C.J. Lynn, Journal of Irish Archaeology 3, 1985–86, pp. 69–73
- (en) Topographical note:Moynagh Lough, Nobber, Co. Meath, Edel Bhreathnach, Riocht na Midhe 9:4, 1988, pp. 16–19.
- (en) George Eogan, Life and living at Lagore, in Seanchas: Studies in Early and Medieval Irish Archaeology, History and Literature in Honour of Francis John Byrne, pp. 64–82, ed. Alfred P. Smyth, Four Courts Press, Dublin, 2000
- (en) Ailbhe Mac Shamhráin, Church and dynasty in Early Christian Brega: Lusk, Inis Pátraic and the cast of Máel-Finnia, king and saint, Table 8.1, Lineages of Síl nÁedo Sláine, p. 127; in The Island of St Patrick: Church and ruling dynasties in Fingal and Meath, 400-1148, (ed.) Mac Shamhráin, Four Courts, 2004.
- (en) Bart Jaski, Genealogical tables of medieval Irish royal dynasties, Dublin, Four Courts Press, 2013 (ISBN 9781846824265), p. 99 Tableau-20 King of Loch Gabor, South Brega